# B'Day Anthology Video Album
B'Day Anthology Video Album представља други узастопни албум поп певачице Бијонсе Ноулс, издат 3. април 2007.

## Списак песама
| #   | Title                               | Director                           | Length |
| --- | ----------------------------------- | ---------------------------------- | ------ |
| 1.  | "Beautiful Liar" (duet with Шакира) | Jake Nava & Beyoncé Knowles        | 3:34   |
| 2.  | "Irreplaceable"                     | Anthony Mandler                    | 4:17   |
| 3.  | "Kitty Kat" (Intro)                 | Melina Matsoukas & Beyoncé Knowles | 1:03   |
| 4.  | "Green Light"                       | Melina                             | 3:31   |
| 5.  | "Upgrade U" (featuring Jay-Z)       | Melina & Beyoncé Knowles           | 4:38   |
| 6.  | "Flaws & All"                       | ???                                | 4:14   |
| 7.  | "Get Me Bodied" (Extended Mix)      | Anthony Mandler & Beyoncé Knowles  | 6:42   |
| 8.  | "Freakum Dress"                     | Ray Kay & Beyoncé Knowles          | 3:21   |
| 9.  | "Suga mama"                         | Melina & Beyoncé Knowles           | 3:37   |
| 10. | "Déjà vu" (featuring Jay-Z)         | Sophie Muller                      | 4:06   |
| 11. | "Ring the Alarm"                    | Sophie Muller                      | 3:33   |
| 12. | "Listen" (Director's cut)           | Diane Martel                       | 3:49   |
| 13. | Credits                             | N/A                                | 0:51   |
| -   | Anthology Behind the Scenes/Credits | Ed Burke                           | 17:39  |